# La Classe de danse (Degas, New York)
La Classe de danse est une peinture à l'huile sur panneau de bois de petites dimensions (19,7 × 27 cm) réalisée vers 1870 par le peintre français Edgar Degas et conservée au Metropolitan Museum of Art de New York. C'est le premier des « tableaux de ballet » de Degas. Le tableau représente un cours de danse à l'Opéra de Paris. La danseuse au centre est Joséphine Gaujelin (ou Gozelin).

## Voir également
- La Classe de danse (Musée d'Orsay)
- La Classe de ballet (Metropolitan Museum of Art)